# ヴェステルングルント
ヴェステルングルント (ドイツ語: Westerngrund) は、ドイツ連邦共和国バイエルン州ウンターフランケン行政管区のアシャッフェンブルク郡に属す町村（以下、本項では便宜上「町」と記述する）であり、シェルクリッペン行政共同体の一員である。

## 地理

ヴェステルングルントの地区図および土地利用図。ピンクが住宅地および産業用地、白が緑地および農耕地、緑が森林である。ただし、2014年の地図であるため、2015年に合併された旧ガイゼルバッハの森は含まれていない。

### 位置
ヴェステルングルントはバイエルンのウンターマイン地方、アシャッフェンブルク郡に属し、ヴェスターバッハ川の畔に位置する。カールグルント地方の一部をなす。
クロアチアの EU 加盟により、2013年7月1日からヴェステルングルントのオーバーヴェステルン地区がEU の地理的な中心地となった（北緯50度06分47.56秒 東経09度15分14.25秒 / 北緯50.1132111度 東経9.2539583度）。

### 自治体の構成
ヴェステルングルントは3管区 (Gemarkung)、4地区 (Ortsteil) で構成される。以下の括弧内は2015年7月23日現在の各管区の人口である。
- フッケルハイム（822人）
- オーバーヴェステルン（727人）
  - ポルスターホーフ
- ウンターヴェステルン（366人）

### 隣接する町村
ヴェステルングルントは、北東は市町村に属さない地域であるフッケルハイムの森、東はクラインカール、南はシェルクリッペン、西から北にかけてはガイゼルバッハと境を接している。以上はいずれもアシャッフェンブルク郡に属す。

## 地名

### 語源
ヴェステルングルントという町名は、この町が位置するカールグルントの同名の横谷に由来する。ヴェステルングルントという名称は、ヴェスターバッハ川（元々はヴェステルンカール川またはヴェステルン川）がその起源である。この川はこの町を貫通してシェルクリッペンでカール川に合流する。地元の方言では、この町はヴェーステルン (Weestern) と呼ばれる。

### 歴史的表記
歴史的資料や文献に登場するオーバーヴェステルン集落の表記には以下のものがある。
| - 1282年 Weysluthera - 1310年 Wesluther - 1377年 Wensluchtern - 1400年 Wechsluchten - 1412年 Wachslichtern - 1468年 Weßlichter | - 1498年 Wegeßluchter - 1536年 Wegeslichtern - 1564年 Wegeschluchter - 1625年 Weistern - 1820年 Western - 1832年 Oberwestern |

## 歴史
現在のヴェステルングルントの町域は、その大部分がシェーンボルン伯領アムト・クロムバッハに属し、1806年の世俗化でアシャッフェンブルク侯領となった。さらにフランクフルト大公国の一部となった後、1814年にバイエルン王国領となった。バイエルンの行政改革に伴う1818年の市町村令によってフッケルハイム、オーバーヴェステルン、ウンターヴェステルンの3町村が成立した。
1862年7月1日にベツィルクスアムト・アルツェナウが創設され、3町村はその管理下に置かれた。1939年にドイツ国全土で「郡」の名称が用いられることとなった。フッケルハイム、オーバーヴェステルンおよびウンターヴェステルンは、アルツェナウ・イン・ウンターフランケン郡を構成する42市町村に含まれた。1972年1月1日に3町村は合併し、新たな自治体ヴェステルングルントが成立した。また、アルツェナウ郡が廃止されたことにより、同年7月1日に新たに創設されたアシャッフェンブルク郡に編入された。
2015年1月1日、廃止されたガイゼルバッハの森の一部がこの町に併合された。

## 住民

### 人口
- 1970年: 1,454 人
- 1987年: 1,584 人
- 2000年: 1,918 人
- 2010年: 1,920 人
- 2013年: 1,902 人

## 行政

### 議会
ヴェステルングルントの町議会は12議席で構成されている。これは人口 1,001人から 2,000人の自治体における市町村議会の議員定数である。町議会は、6年ごとに改選される。

### 首長
ヴェステルングルントの町長は、Wählergemeinschaft WIR のブリギッテ・ハイムである。彼女は2014年3月16日の選挙で、CSUのイングリート・ジーモンを相手に 51.9 % の票を獲得して町長に選出された。この選挙の投票率は 63.1 % であった。

### 紋章
図柄: 赤地に半身を現した、青い冠を被り青い爪と舌で威嚇する金の獅子。獅子は、金の羊飼いのスコップを前脚に持っている。左上（向かって右上）に斜め十字に組み合わされた2本の銀のハンマー。
紋章の歴史: 紋章の獅子と配色は、1803年の神聖ローマ帝国終焉までこの地を治めたシェーンボルン伯の紋章から採られたものである。獅子が持っている羊飼いのスコップは、この町の守護聖人である聖ヴェンデリンの象徴である。斜め十字に組み合わされたハンマーは、フッケルハイムにおける銀および銅の採掘を表している。この紋章は、1980年3月24日から使用されている。

## 文化と見所
- EUの地理的中心地（ドイツ語版、英語版）、2014年5月10日から。

## 経済と社会資本

### 農林業
2010年現在、この町には 13軒の農家があり、農業用地の合計は 726 ha であった。このうち耕作地が 401 ha、牧草地などの緑地が 316 ha であった。

### 教育
以下の施設がある（1999年現在）
- 幼稚園: 定員 75人に対して 72人の子供が在籍している。
- ヴェステルングルント基礎課程学校

## 引用
1. ↑  https://www.statistikdaten.bayern.de/genesis/online?operation=result&code=12411-003r&leerzeilen=false&language=de Genesis-Online-Datenbank des Bayerischen Landesamtes für Statistik Tabelle 12411-003r Fortschreibung des Bevölkerungsstandes: Gemeinden, Stichtag (Einwohnerzahlen auf Grundlage des Zensus 2011)

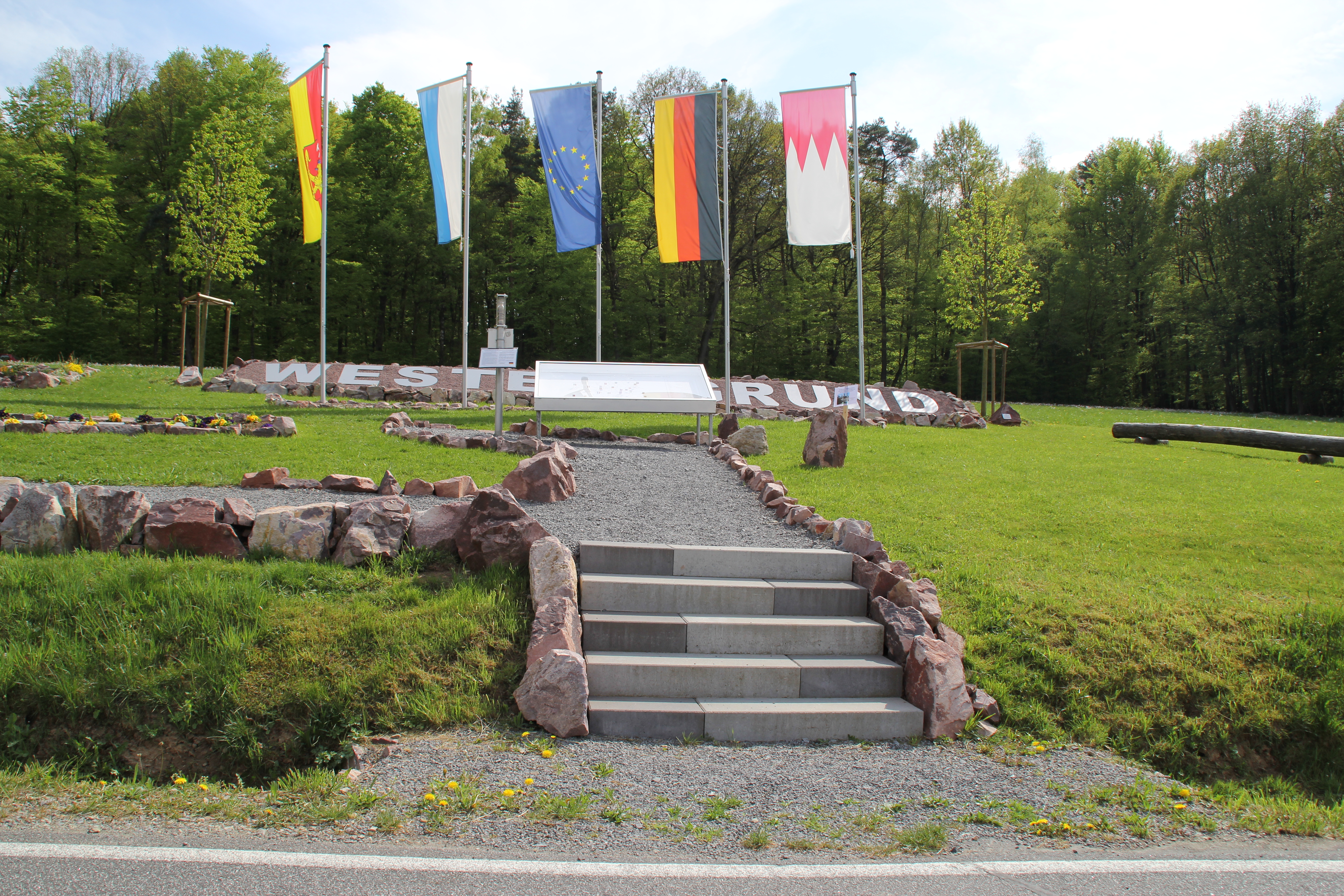
EUの地理的中心地を示す記念碑

2. ↑  Westerngrund ist Mittelpunkt der Europäischen Union, Main-Echo 2013年7月2日付け（2015年11月14日 閲覧）
3. ↑  Bayerische Landesbibliothek Online - Westerngrund（2015年11月14日 閲覧）
4. ↑  VG Schöllkrippen - Gemeinde Westerngrund - Zahlen & Fakten - Einwohner（2015年11月14日
5. 1 2  Wolf-Armin Frhr. v. Reitzenstein: Lexikon fränkischer Ortsnamen. Herkunft und Bedeutung. C.H.Beck, München 2009, ISBN 978-3-406-59131-0, S. 240–241.
6. ↑  Wilhelm Volkert (Hrsg.): Handbuch der bayerischen Ämter, Gemeinden und Gerichte 1799–1980. C.H.Beck’sche Verlagsbuchhandlung, München 1983, ISBN 3-406-09669-7. S. 418
7. ↑  AMTSBLATT DER REGIERUNG VON UNTERFRANKEN Nr.20/2014（2015年11月14日 閲覧）
8. ↑  バイエルン州統計局: 2014年3月16日のアシャッフェン郡に属す市町村の市町村議会議員選挙結果（2015年11月7日 閲覧）
9. ↑  Gemeinderat Westerngrund 2014（2015年11月14日 閲覧）
10. ↑  Gemeindeordnung für den Freistaat Bayern, Databank Bayern-Recht（2015年11月14日 閲覧）
11. ↑  Knapper Sieg für Brigitte Heim in Westerngrund, Main-Echo
12. ↑  Bürgermeisterwahl Westerngrund 2014（2015年11月14日 閲覧）
13. ↑  Bayerns Gemeinden - Gemeinde Westerngrund（2015年11月14日 閲覧）
14. ↑  Statistik kommunal 2014 - Gemeinde Westerngrund 09 671 159（2015年11月14日 閲覧）